# توقيت تارجا

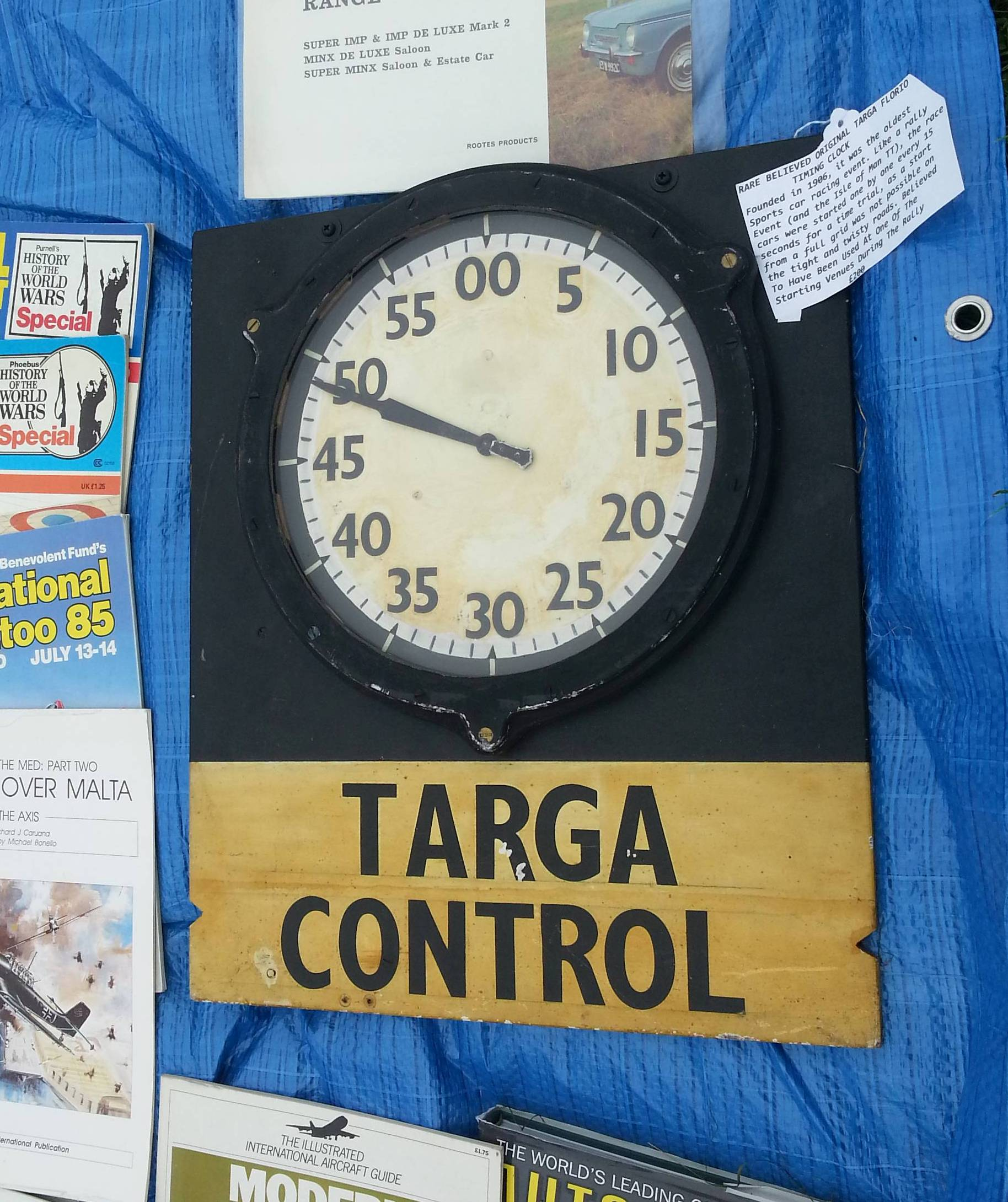
ساعة التحكيم

توقيت تارجا (بالإنجليزية: Targa timing)‏ (لا ينبغي الخلط بينه وبين توقيت الهدف target timing) هو نظام توقيت يُستخدم في سباقات السرعة للسيارات (الرالي). ابتكر هذه الطريقة للتوقيت جون براون John Brown، وهو حكم المسار في سباقات رالي Targa Rusticana، وهو سباق رالي طريق (سمي على اسم الإيطالي تارجا فلوريو Targa Florio) قام على تنظيمه نادي سائقي السيارات بجامعة أكسفورد في ويلز في الستينيات. أصبح "توقيت تارجا" هو أسلوب التوقيت القياسي المستخدم في سباقات الرالي لمدة 20 عامًا تقريبًا بعد ابتكاره في عام 1963. ومع ذلك، فقد جرى حظر استخدامه في نهاية المطاف بعد ثبوت إساءة استخدامه على نطاق واسع - لأنه الطريقة القياسية التي يمكن من خلالها للمنظمين تحديد سرعات متوسطة عالية جدًا بطريقة لا تترك سجلاً دائمًا.

## التاريخ
في جميع مسابقات الرالي، يتنافس المتنافسون على مَن يُحقق أقل زمن، بدلا من التسابق مباشرة ضد بعضهم البعض، بمعنى أنه ليس شرطًا أن تنطلق كل السيارات معًا في نفس الوقت، وإنما يُحتسب الوقت لكل متسابق على حده. ويُعد الفائز هو المتسابق الذي يُحقق أفضل التزام بالسرعات المحددة أي أقل عدد من العقوبات بسبب عدم الحفاظ على متوسط السرعات المحددة (إما أقل أو أكثر). ومع ذلك، فإن تحديد هذه النتيجة بطريقة عادلة ومُجدية من الناحية اللوجستية يمكن أن يُمثل تحديا كبيرا لفريق التحكيم، خاصة وأن أحداث السباق قد تُغطي مساحة واسعة ويجري تقسيمها إلى العديد من الأقسام المختلفة. كانت طريقة "توقيت تارجا" أحد أنظمة التوقيت العملية التي جرى تطويرها للسماح بحساب النتائج بطريقة سريعة ودقيقة.
بحلول أوائل الستينيات من القرن العشرين، كان المتسابقون يحملون ساعة مختومة (مُغلَّفة) معهم، ويُظهرون الساعة لمسؤول التحكيم marshal المسؤول عن مراقبة الوقت على طول الطريق، الذي كان بدوره يقوم بتسجيل ذلك الوقت. لقد نجح النظام، لكنه كان عُرضة للتلاعب وكان هناك مجموعة متنوعة من الحيل التي يستخدمها المتنافسون للغش في الوقت. ولمكافحة هذا، جرى تغيير النظام بحيث أصبح لكل مُحكِّم ساعته الخاصة، والتي يجري مزامنتها في بداية أحداث السباق. ففي أحداث السباق الذي يستخدم التوقيت القياسي، يجري تشغيله وفقًا لما يسمى بتوقيت BBC أو توقيت "تيليكوم"، ستعرض كل ساعة ببساطة الوقت الحالي لأقرب ثانية. ومن خصائص هذا النوع من التوقيتات أن متوسط السرعات المحسوبة لكل قسم من السهل حسابها، وإذا كان هذا ينطوي على مخالفة القانون فيما يتعلق بالحدود القصوى للسرعة، وما إلى ذلك، فقد يُسبب مشاكل للمُنظمين، حيث يمكن اعتباره مخالفة. وكان يُسجَّل في بطاقة الوقت الخاصة بالمتسابق الأوقات الفعلية وتظل بمثابة سجل دائم للسرعات التي قاد بها خلال السباق لتحقيقها فيما بعد. علاوة على ذلك، كانت عملية حساب النتائج النهائية بطيئة وشاقة.
حلت طريقة "توقيتات تارجا" هذه المشاكل. ففي أحداث السباق الذي يستخدم طريقة توقيت تارجا، لا يجري مُزامنة كل ساعة مع جميع الساعات الأخرى. وبدلاً من ذلك، يجري تأخير كل ساعة متتالية بمقدار محدد من الوقت الذي يتعين على المتسابق أن يستغرقه للوصول إلى تلك الساعة في الطريق. وبالتالي، إذا وصل المتسابق في الوقت المحدد تمامًا، فسوف تُظهر الساعة الوقت نفسه تمامًا في كل مرة، مما يجعل من السهل جدًا على المُحكمين معرفة ما إذا كان المتسابقون متقدمين أو متأخرين عن الوقت المطلوب، وإذا كان ثمة تقديم او تأخير، فإن توثيت تارجا يوضح ببساطة كم من الوقت قد تقدموا أو تأخروا. بالإضافة إلى ذلك، بما أنه في معظم أحداث السباقات يجري تشغيل السيارات على فترات مدتها دقيقة واحدة، ويجري ترقيم السيارات وبدء تشغيلها بالترتيب، فإن الوقت الموضح على الساعة سيكون هو نفسه رقم المنافسة competition number الخاص بالمتسابق إذا وصل في الوقت المحدد. لتوضيح ذلك، تخيل المثال التالي: سيارة افتراضية تحمل الرقم "0" تبدأ السباق في الوقت 00:00 عند كل نقطة على الطريق، إذا وصلت هذه السيارة في الوقت المحدد، فسوف تُظهر الساعات دائمًا 0:00:00. وبالمثل فإن السيارة التي تحمل الرقم "1" سيظهر معها 0:01:00، والسيارة التي تحمل الرقم "2" سيظهر معها 0:02:00 وهكذا. فإذا ظهر مع السيارة "1" وقتًا قدره 0:05:XX، فإنذلك يُفسَّر على الفور أنها تأخرت أربع دقائق على الأقل. بالمناسبة، فإن استخدام طريقة توقيت تارجا هو السبب في أن ترقيم المتسابقين في مسابقات الرالي يتخطي الأرقام من 60 إلى 99، ثم يستمر بالرقم 100 (1:00:00 على الساعة) والذي يتوافق مع الوقت المستحق +1 ساعة وما يليه حتى 159 وهكذا. ولا يزال هذا الأمر يُرى أحيانًا، على الرغم من أنه قد يشكل مشكلة للعلاقات العامة في احتساب العدد الفعلي للمتسابقين، مما يؤدي بطبيعة الحال ولكن بشكل غير صحيح إلى تصور وجود "مئات السيارات" في السباق، خلاف الواقع.

### المشاكل
كان الهدف الأصلي لتوقيت تارجا هو تسريع تسليم نتائج السباق للمُحكمين، وتُحدِّد مستندات سباق الرالي المقدار الذي يجري به تأخير ساعة كل عنصر من عناصر التحكم. لقد ظل هذا هو الحال دائمًا في سباق رالي Targa Rusticana، ولكن سرعان ما أدرك المنظمون الآخرون أن توقيت سباق تارجا يمكن استخدامه لإخفاء متوسط السرعة المحسوبة لقسم ما من السباق، حيث لا توجد طريقة لدى المتسابقين لمعرفة مقدار تأخير كل ساعة. وقد أدى هذا بدوره إلى زيادة استخدام توقيت تارجا والذي كان في الممارسة العملية ميزته الحقيقية للمنظمين - فقد سمح لهم بتحديد سرعات متوسطة عالية جدًا للقيادة التنافسية دون إمكانية تعقبهم. وقد أدى هذا بدوره إلى مفهوم "الوقت المستهدف target" أو "الوقت غير المتوقع bogey" لقسم ما من أقسام السباق، والذي لا يعرفه سوى المنظمين - وكانت النتيجة أن أطقم المتنافسين كانت بحاجة إلى القيادة بأسرع ما يمكن للبقاء في الوقت المحدد. أظهرت بطاقات وقت المتنافسين توقيت تارجا المسجل فقط، وليس الوقت الفعلي المُستغرق، لذلك لم يكن من الممكن استخدام ذلك التوقيت كسجل دائم للسرعات التي جرى قيادتها؛ لم يُترك أي سجل يمكن أن يُدين أي شخص بعد السباق.
بالنسبة لسباقات الرالي على الطرق، جرى حظر استخدام توقيت تارجا في عام 1988، إلى جانب عدد من التغييرات الأخرى في القواعد المصممة لإبطاء مثل هذه السباقات - ومنذ ذلك الحين لم يُسمح إلا باستخدام التوقيت العادي "الوقت من اليوم". وقد رثى العديد من المنافسين من 'المدرسة القديمة' هذا التغيير الذي كانوا قد اعتادوا عليه، على الرغم من أن المنظمين قد وجدوا طُرقًا جديدة للحفاظ على السباقات ممتعة وتحديا للمتسابقين.